# Croazia bianca

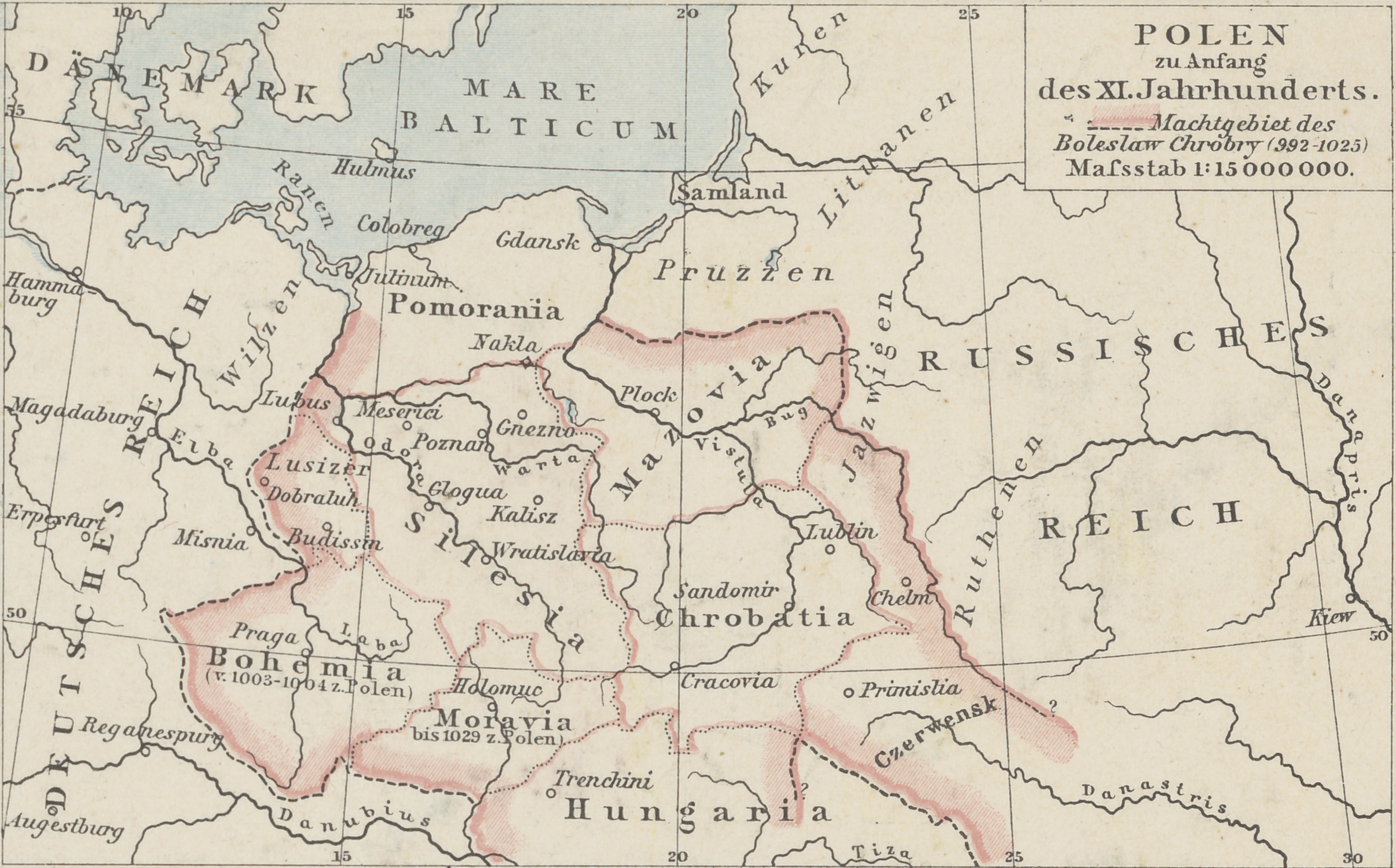
La Crobazia in una mappa della Polonia sotto Boleslao I di Polonia

Croazia bianca, (latinizzato in Chrobatia, da cui Crobazia) è l'antico nome dato ad un'area di discussa localizzazione, sicuramente situata in Europa centrale, probabilmente a nord dell'Ungheria e ad est della Slesia e della Moravia, comprendente la città di Cracovia (in parte corrispondente alle attuali Piccola Polonia e Galizia). Si suppone, in alternativa, che si trovasse più a ovest, vicino alla Baviera e adiacente all'Impero franco.
Questa regione era abitata nell'Alto Medioevo dalla tribù slava occidentale dei Croati bianchi.

## Dalmazia e Lika
Dalla Croazia bianca, i Croati bianchi, insediatisi in questa regione, migrarono per raggiungere la Dalmazia nel VII secolo, presumibilmente assieme ai Serbi bianchi, provenienti dalla zona più occidentale chiamata Serbia bianca.
Alcuni storici croati intendono con Croazia Bianca (Bijela Hrvatska) l'area del primo insediamento croato nel Mediterraneo, dell'VIII secolo, cioè buona parte della Dalmazia e della Lika, facente capo a Tenin e Nona, la prima sede del primo ducato dei Croati, la seconda di un'importante diocesi che aveva la gestione pastorale della Chiesa croata e sede regale di molti sovrani di Croazia.